# 차모로인
차모로인(Chamorro)은 미크로네시아의 마리아나 제도의 선주민(先住民)이다. 그 역사는 아직 밝혀지지 않은 부분이 많으며 기원전 2000년~3000년에 필리핀, 인도네시아를 경유해 건너온 동남아시아계 인종이라고 추측된다. 2000년 인구조사에 의하면, 약 65,000명의 차모로 족들이 괌에서 살고 있고, 나머지 19,000명은 북마리아나 제도에서 살아가고 있다. 다른 93,000명의 차모로인들은 하와이처럼 마리아나 제도 밖이나 미국의 태평양, 서해안 등지에서 살고 있다. 이들은 주로 오스트로네시아인이다.

## 역사
본 섬에는 기원전 3000년부터 동남아시아계 이주민이 정착했다고 믿고 있으며, 그 사람들이 오늘날의 원주민 차모로 인의 조상이 되었다. 그것을 뒷받침하는 유적이 라테 스톤이다. 스페인 사람과의 접촉이 있었는 17세기 이전에는 4만 명에서 6만 명의 인구를 보유하고 있었지만, 1710년 인구 조사에서는 괌과 로타섬의 인구는 3,539명으로 급감했다. 인구 격감 배경에는 스페인 사람에 의한 살육과 천연두 등의 전염병이 있다고 되어 있다.
노동자 확보를 위해 멕시코와 필리핀 사람을 이주시키는 정책을 적극적으로 채택함으로써 그들과의 혼혈화가 진행되었다. 따라서 순수한 차모로 족은 이미 존재하지 않는 것으로 알려져 있지만, 차모로어가 공용어인 영어와 함께 널리 사용되고 있다.

## 갤러리
- 차모로 가족 (1915년）
- 차모로인 여성들 (1930년대）
- 춤을 추고있는 차모로 여인들